# Bernd Leno
Bernd Leno (Bietigheim-Bissingen, Alemanya 4 de març de 1992), és un futbolista alemany. Juga de porter al Fulham FC de la Premier League d'Anglaterra. També ha estat internacional amb la selecció alemanya.

## Trajectòria
Bernd Leno va començar la seva carrera al SV Germania Bietigheim, fins que als onze anys va ingressar a les divisions juvenils del VfB Stuttgart. Allà, el 2009 va guanyar amb la sub-17 el títol de la Bundesliga sub-17. Al desembre d'aquest any va ser ascendit al sub-23, on va jugar cinquanta-set partits, i al maig de 2011 va signar el seu primer contracte professional. L'agost va anar cedit al Bayer Leverkusen fins al 31 de desembre d'aquell any. Es va convertir en el tercer porter del club, i durant els seus tres primers partits de lliga no va permetre cap gol. Un mes després de jugar el seu primer partit en la Bundesliga, als dinou anys i 193 dies es va convertir en el porter més jove a debutar en la Lliga de Campions de la UEFA.
Al novembre, el seu traspàs al Bayer Leverkusen es va fer permanent, en signar contracte amb el club l'1 de gener de 2012. Al novembre de 2016 va estendre el seu contracte fins a 2020. El 14 d'abril de 2018 va jugar el seu partit número tres-cents. En set temporades, va disputar més de 230 partits en la Bundesliga. El 19 de juny de 2018 es va confirmar el seu fitxatge per cinc anys amb l'Arsenal FC, que va pagar vint-i-dos milions d'euros pel traspàs. El seu debut es va produir el 20 de setembre en una victòria per 4:2 sobre el Vorskla Poltava a la Lliga Europa de la UEFA. El 29 de setembre va realitzar el seu debut en la lliga en un partit davant el Watford FC, en el qual va ingressar en el primer temps després d'una lesió de Petr Čech.

### Internacional
Leno és fill d'immigrants belarussos. Va representar la selecció alemanya en diverses categories juvenils, i el 2009 va guanyar el Campionat Europeu Sub-17 de la UEFA 2009. També va ser convocat a la Copa Mundial de Futbol Sub-17 de 2009. Amb la sub-21 va disputar l'Eurocopa Sub-21 de 2013, en la qual va jugar dos partits i li van marcar quatre gols. Va ser inclòs per Joachim Löw per disputar l'Eurocopa 2016, en la qual van ser van ser eliminats per França en la semifinal, i la Copa Confederacions 2017, que van guanyar i on Leno va jugar un partit davant Austràlia.